# Jacek Wasilewski (medioznawca)
Jacek Wasilewski (ur. 4 listopada 1975 w Warszawie) – polski medioznawca, doktor habilitowany nauk społecznych, dziennikarz, pisarz, scenarzysta.

## Życiorys
Absolwent Instytutu Dziennikarstwa i Komunikacji Społecznej na Wydziale Dziennikarstwa i Nauk Politycznych Uniwersytetu Warszawskiego, gender studies UW, scenariopisarstwa PWSFTviT. Pracę doktorską Retoryka dominacji pod kierunkiem Jerzego Bralczyka obronił na WDiNP UW w 2004. W 2014 otrzymał stopień doktora habilitowanego na podstawie pracy Opowieści o Polsce. Retoryka narracji.
Zajmuje się mechanizmami narratywizowania rzeczywistości, czyli zamykania wyselekcjonowanych faktów w struktury fabularne. Od 2005 r. pracuje w Katedrze Antropologii Mediów na Wydziale Dziennikarstwa Informacji i Bibliologii Uniwersytetu Warszawskiego. Od 2011 kieruje specjalnością dokumentalistyka na WDIiB.
Od 2010 Wasilewski zajmuje się upowszechnianiem metod storytellingowych w Polsce oraz badaniem narracji na polu komunikacji społecznej. Analizując narracje w mediach i biznesie, sięga zarówno do metod storytellingowych, jak i do metod narracyjnych funkcjonujących w psychologii, kulturoznawstwie czy filmoznawstwie. Dzięki takiemu podejściu można uzyskać ciekawe odniesienia pomiędzy mitem jednostkowym i mitem funkcjonującym w zbiorowości, co daje możliwość badania implementacji jednostkowego mitu tworzonego przez media, który staje się modelem dla zbiorowości.
Praktyczny aspekt użycia tych metod w polityce i reklamie znajduje się w książce Opowieści o Polsce. Retoryka narracji (2012, wyd. Headmade) oraz w tłumaczeniach książek:
- George’a Lakoffa Nie myśl o słoniu. Jak język kształtuje debatę publiczną [oryg. Don’t think of elephant];
- Klausa Fogga i in. Storytelling. Narracje w reklamie i biznesie (oryg. Storytelling – Branding in practice)[2].

Jacek Wasilewski prowadził na uczelniach wyższych przedmioty retoryka i erystyka, semiotyka kultury, media drukowane, audiowizualność w kulturze, analiza dyskursu medialnego; wykłady monograficzne: media, manipulacja, demokracja, retoryka codzienności, teorie narracji; warsztaty: komunikacja artystyczna, warsztaty reklamy społecznej (we współpracy z ASP) oraz realizacja małych form medialnych.
Jest członkiem Komisji Żywego Słowa Rady Języka Polskiego. Od 2005 roku do 2011 pracował na Wydziale Humanistycznym w Instytucie Kultury i Komunikowania SWPS. W latach 2008–2010 był dyrektorem Szkoły Retoryki SWPS. Od 2007 r. współpracuje z Krajową Szkołą Sędziów i Prokuratorów (wcześniej KSKKSiP) w zakresie przygotowania środowiska prawniczego do komunikacji medialnej i dotyczącej wizerunku instytucji państwa. Od 2008 prowadzi zajęcia z retoryki w Okręgowej Izbie Radców Prawnych w Warszawie.
Prowadził gościnnie zajęcia z komunikacji publicznej i w zakresie kształtowania wizerunku na Uniwersytecie Gdańskim i Uniwersytecie Jagiellońskim.
Współpracownik TVP1, TVP2, TVN, Canal+. Współtworzył program „MDM”. W latach 2011–2012 był stałym felietonistą miesięcznika „Film”. 
Pisał dla „Polityki”, „Cosmopolitana”, „Gentelmana”, „Expressu Wieczornego”, „Życia”, „Machiny”, „Playboya” i in. Był stałym gościem w audycji Kamila Dąbrowy Komentarz do codzienności w radiu TOK FM. Współprowadził (wraz z Marcinem Chłopasiem) audycję Wieczór na żarty w Programie 1 Polskiego Radia.

## Scenariopisarstwo
Autor scenariuszy programów telewizyjnych, gal telewizyjnych, seriali oraz filmów dokumentalnych:
- Dziewczęta z Ośrodka – telenowela dokumentalna, współscenariusz (razem z Karoliną Benderą), cykl 9 filmów dokumentalnych o tematyce społecznej (reż. Robert Gliński, TVP2, 2005)[4]
- Pisklak – film dokumentalny (reż. Robert Gliński, TVP2, 2005, 55 min)[5]
- Dylematu 5 – współscenariusz (kontynuacja serialu Alternatywy 4, TVP1, 2007, 3 odcinki po 45 minut)
- Homo.pl – film dokumentalny (reż. Robert Gliński, HBO, 2008, 55 min)
- Aleksandra jedzie do Polski – film dokumentalny, reżyseria, współscenariusz, tłumaczenie (2010, TVP, 55 min)[6][7]

Autor sztuk teatralnych:
- Ojciec Bóg[8] (reż. W. Śmigasiewicz, współaut. K. Wasilewska), 2011, teatry: Bagatela: Kraków, Polonia Warszawa
- Sinatra (reż. Lena Szurmiej), teatr Syrena 2002 tłumaczenie piosenek i współscenariusz
- Stacja Kiedyś – słuchowisko Teatru Polskiego Radia 2012 (reż. J. Kukuła, współaut. S. Rogowski)[9]

Autor piosenek na płytę Chłodnia Romana Roczenia.

## Książki
- Krótki Kurs Samoobrony Intelektualnej, wyd. Oficyna Wydawnicza Branta 1999
- Retoryka dominacji, wyd. TRIO 2006[10]
- Prowadzeni słowami. Retoryka motywacji w komunikacji publicznej, wyd. Difin 2008[11]
- Instrukcja Obsługi tekstu. (red.), wyd. GWP 2011
- Storytelling. Narracje w reklamie i biznesie (tłumaczenie i polski rozdział) wyd. Saatchi&Saatchi 2011
- Nie myśl o słoniu. Jak język kształtuje debatę publiczną (tłumaczenie) wyd. Łośgraf 2011[12]
- Stół z powyłamywanymi nogami. Bralczyk, humor, polszczyzna., wyd. Academica 2011[13]
- Opowieści o Polsce. Retoryka narracji, wyd. Headmade 2012[14]
- Uwięzieni w słowach rodziców. Jak uwolnić się od zaklęć które rzucano na nas w dzieciństwie, wyd. Onepress 2022